# Караванский сельский совет Харьковской области
Караванский сельский совет — входит в состав Нововодолажского района Харьковской области Украины.
Административный центр сельского совета находится в селе Караван.

## Населённые пункты совета
- село Караван
- село Завадовка
- село Червоная Поляна